# Paul Berton
 Paul Berton , né le 18 février 1865 à Reims et mort le 23 juillet 1933 dans la même ville, est un sculpteur et staffeur ornemaniste français. On lui doit de nombreuses œuvres sculptées à Reims.

## Œuvres
- Monument à Ambroise Petit, précurseur de l'art choral à Reims,
- Sculpture du hall d’entrée de l’hôtel de ville de Reims[3],
- Sculpture et staff de l’immeuble du 40  Rue Voltaire à Reims[4].

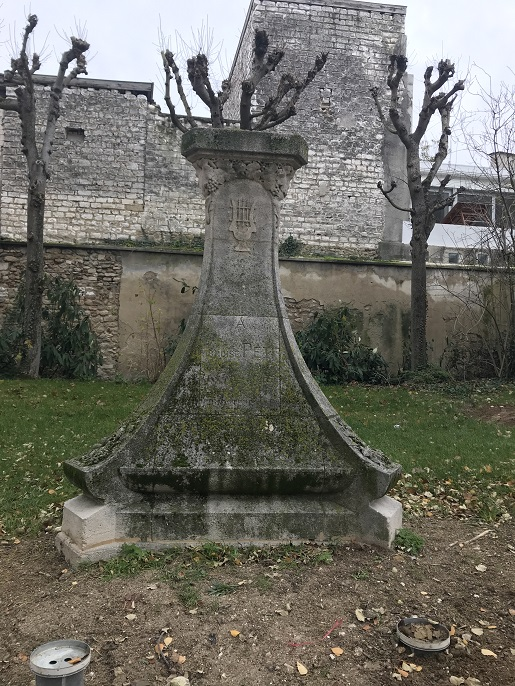
Socle statuaire Ambroise Petit.
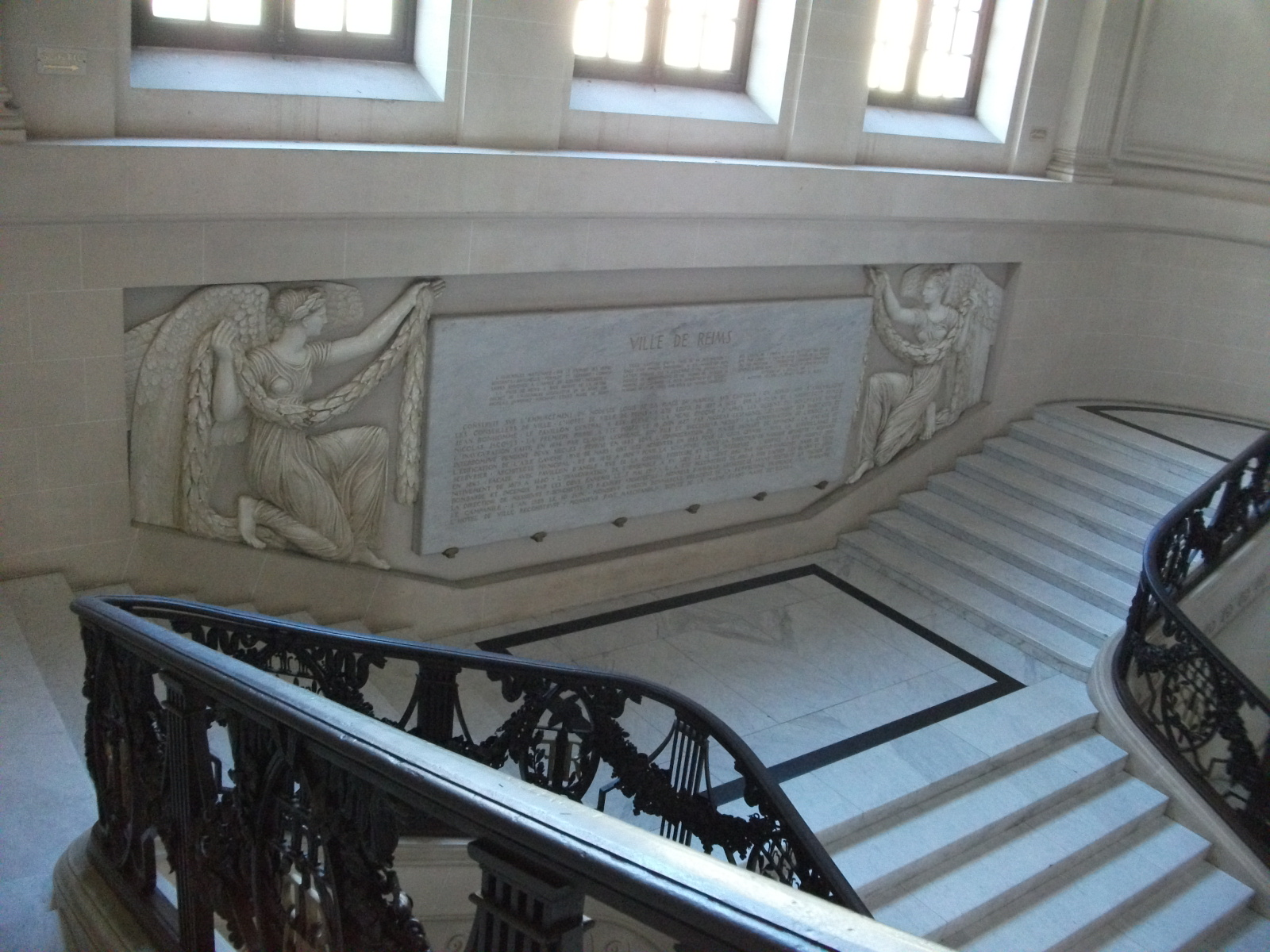
Sculpture hall Mairie de Reims.

## Distinction
- Officier d'académie